# Gaetano D’Ambrosio
Gaetano D’Ambrosio (* 11. November 1941 in Bozen) ist ein italienischer Politiker aus Südtirol.
D’Ambrosio arbeitete als Eisenbahner und war Gewerkschaftsfunktionär der Confederazione Generale Italiana del Lavoro. Von 1975 bis 1981 stand er der Südtiroler Landesorganisation des Partito Comunista Italiano vor. Für zwei Legislaturperioden, von 1978 bis 1988, hatte er ein Mandat im Südtiroler Landtag und damit gleichzeitig im Regionalrat Trentino-Südtirol inne.